# Carlos García Quesada (futbolista)
Carlos García Quesada, más conocido como Carlos García, es un futbolista español nacido en Sevilla. Actualmente juega en el Juventud Torremolinos C.F..

## Trayectoria
Formado en los escalafones inferiores del Real Betis Balompié, ha ido escalando categorías hasta llegar al equipo B; el Real Betis Balompié B, siendo uno de los mejores jugadores en el filial, y centrocampista del club B. En septiembre de 2011, renueva hasta el año 2014. 
El 2 de febrero de 2012, es seleccionado para la preselección del Once de Oro Fútbol Draft junto a sus compañeros Francisco Varela, Álvaro Vadillo y Alejandro Pozuelo, posteriormente, el 15 de febrero de 2012, debuta en el primer equipo el Real Betis Balompié, en un partido amistoso ante el Dínamo de Moscú. Tras una espectacular temporada en el Real Betis Balompié B, llegó a ser seguido por el propio Futbol Club Barcelona junto a otros compañeros del filial betico.

## Equipos
- Actualizado el 11 de agosto de 2022.

| Club                            | División                     | Periodo       |
| ------------------------------- | ---------------------------- | ------------- |
| Real Betis Balompié             | categorías inferiores        | 2008-2010     |
| Real Betis Balompié B           | Segunda División B de España | 2010-2015     |
| Club de Futbol Pobla de Mafumet | Segunda División B de España | 2015-2016     |
| Atlético Sanluqueño             | Segunda División B de España | 2016-2017     |
| UD Logroñes                     | Segunda División B de España | 2017-2018     |
| Fútbol Club Jumilla             | Segunda División B de España | 2018          |
| Racing Club de Ferrol           | Tercera División de España   | 2018-2020     |
| C.D. Cabecense                  | Tercera RFEF                 | 2021-2022     |
| Juventud de Torremolinos        | Segunda RFEF                 | 2022-Presente |

### Selección Española de Fútbol sub-19
En noviembre de 2011, es convocado para la Selección Española de Fútbol sub-19, para un entrenamiento en la Ciudad del Fútbol de Las Rozas.

### Selección Española de Fútbol Sub-20
En agosto de 2012, fue convocado para disputar el Torneo internacional de fútbol sub-20 de la Alcudia junto a Nono, Varela y Álvaro Vadillo, dejando buenas sensaciones a lo largo del campeonato.